# 挪威語言衝突

2007年挪威各地的語言傾向
書面挪威語
新挪威語
中立

挪威語言衝突（挪威語：språkstriden；丹麥語：sprogstriden）是指挪威政治和文化領域中關於挪威語書寫標準所引起的衝突。挪威語的發展深受民族主義、城鄉差異、方言衝突、以及各項歷史上的寫書語改革的影響。
丹麥-挪威聯合王國（1536-1814）的官方語言爲丹麥語和德語。挪威的城市上層社會使用一種帶有挪威口音的丹麥-挪威語，而其他鄉村地區則使用各類挪威語方言。兩國於1814年分裂後，丹麥-挪威語一直到1885年，都仍是挪威的唯一官方語言。
1840年代，挪威語言學家伊瓦爾·奧森開始遊歷挪威各地，並且收集各地方言的詞彙和語法。奧森最終整理出一種極少受丹麥語影響，基於各地方言的挪威語（正字法），並且於1848年及1850年分別發表該正字法的語法書和字典。在接下來的數十年時光，奧森和其他作家開始活躍地使用自己地區的方言來發表作品。1850年代，挪威教師克勞茲·克勞森亦開始改革挪威語——與奧森不同，克萊森的標準主要還是基於傳統丹麥-挪威語，主要是將改進後者的拼寫，使之更加適應挪威語的音系。
兩種不同方向的正字法標準，便開始對丹麥語長達多年的挪威化。1885年，挪威議會決定同時承認兩套正字法，當時的叫法仍是本土挪威語（接近挪威方言的標準）以及國家挪威語（接近丹麥語的標準）。1929年，挪威議會又決定對兩種正字法更名，分別改爲新挪威語（Nynorsk）以及書面挪威語（Bokmål）。
20世紀早期開始，挪威政府就一直致力於將兩種挪威語融合爲共同挪威語，並分別對新挪威語及書面挪威語進行數次改革，以圖使兩者差異縮小。但這些改革激發了雙方支持者的反抗，並創造了數套更加“純潔”的非官方書寫標準。面對長達多年的反抗，挪威政府卒之放棄了融合政策，並且允許兩套同時存在且受政府平等承認。另外兩套非官方正字法，國家挪威語及高地挪威語，分別代表更加保守的書面挪威語，和更加接近伊瓦爾·奧森的新挪威語。挪威的學童必須同時學習兩套正字法，雖然主次因地區規定而有不同。
挪威政府並無規定挪威語的標準發音，但根據一些語言學家的看法，挪威語事實上的標準口音爲挪威東部城市口音。而挪威東部城市帶以外的地區，人們則有權繼續使用自己地區偏好的口音。

## 例子
丹麥語
I 1877 forlod Brandes København og bosatte sig i Berlin. Hans politiske synspunkter gjorde dog, at Preussen blev ubehagelig for ham at opholde sig i, og han vendte i 1883 tilbage til København, hvor han blev mødt af en helt ny gruppe af forfattere og tænkere, der var ivrige efter at modtage ham som deres leder. Det vigtigste af hans senere arbejder har været hans værk om William Shakespeare, der blev oversat til engelsk af William Archer og med det samme blev anerkendt.
書面挪威語
I 1877 forlot Brandes København og bosatte seg i Berlin. Hans politiske synspunkter gjorde imidlertid at det ble ubehagelig for ham å oppholde seg i Preussen, og i 1883 vendte han tilbake til København, der han ble møtt av en helt ny gruppe forfattere og tenkere, som var ivrige etter å motta ham som sin leder. Det viktigste av hans senere arbeider er hans verk om William Shakespeare, som ble oversatt til engelsk av William Archer, og som straks ble anerkjent.
新挪威語
I 1877 forlét Brandes København og busette seg i Berlin. Då dei politiske synspunkta hans gjorde det utriveleg for han å opphalda seg i Preussen, vende han attende til København i 1883. Der vart han møtt av ei heilt ny gruppe forfattarar og tenkjarar som var ivrige etter å ha han som leiar. Det viktigaste av dei seinare arbeida hans er verket om William Shakespeare, som vart omsett til engelsk av William Archer og som straks vart anerkjend.
中文
1877年，Brandes 離開哥本哈根並且定居柏林。但是由於普魯士政府並不認可他的政治觀念，其在柏林的生活亦隨之受到影響，最終他於1883年回到哥本哈根。回歸後的 Brandes 受到一批新的作家和思想家的擁戴，並推舉他爲領袖。Brandes 後期最重要的成就，是他關於莎士比亞的一些文章。這些文章經 William Archer 翻譯爲英文後，而受各界認可。

## 歷史

### 背景
挪威境內最早的非丹麥語書面記錄可以追溯至12世紀，以 Konungs skuggsjá 爲著名代表。該典籍使用語言是古諾斯語，其書面語廣泛流行於當時的挪威和冰島。其時丹麥語和瑞典語與挪威語差別並不大。雖然一些以地方語言拼寫的書面材料保留到今天，但學界仍無法确定北歐語言的口語分化過程。
受黑死病的影響，挪威喪失了獨立地位，並且被併入丹麥。挪威語在該時期開始產生較大的變化，包括簡化語法，以及引入了大量的新詞。
被丹麥合併後的挪威，其原本的書寫傳統逐漸陷入衰亡，並且最終被丹麥書面語所取代，當中最舉代表性的事件是，馬格努斯六世時期頒佈的法典，在1604年全部被翻譯丹麥語。而學界所發現最遲的中古挪威語書寫材料，則可追溯至1583年。
但是挪威各地的方言還是保留了下來，並且作爲口語代代相傳，但受教育階層所使用的語言，卻是丹麥語（或丹麥-挪威語）。路維·郝爾拜是挪威歷史上著名的丹麥語支持者。
但實際上，很多挪威作家，即使當中不少人是丹麥語支持者，都依然會在他們的作品展示出挪威語言元素。在丹麥語作爲官方語言的背景下，很多挪威人面臨着書面語和口語分裂的挑戰。
1814年，挪威脫離丹麥獨立，並且發佈了本國的憲法，但挪威隨後又被瑞典所吞併。之後挪威的語言狀況如下：
- 初期，挪威的書面語言還是丹麥語，但是爲了保持對瑞典的獨立性，這種丹麥語卻開始被稱爲挪威語；
- 挪威的統治階層繼續使用丹麥語（或丹麥-挪威語），並且被指爲有教養的人所使用的語言。而平民階層則使用自己的方言；
- 各屆平民使用的語言，則被視爲不雅。挪威上層並不願承認自己所使用的丹麥語和平民所使用的方言實際上源自同一祖先——古諾斯語

### 19世紀早期
丹麥-挪威聯合王國解散的時候，正值歐洲民族主義的興起。受浪漫民族主義的影響，挪威國內掀起了重新審視本國文化與歷史的浪潮，挪威語開始備受推崇。不少挪威本土作家開始在他們的作品中使用大量的挪威本地詞彙，當中最早的要數亨利克·韋格蘭德，而集大成者則是彼得·克利斯登·亞柏容森和容根·因格布利森·莫伊的《挪威民話集》。但是這種迥異於傳統丹麥語的書寫語言，卻遭到國內不少保守人士的反對。
1866年，教士 Andreas Listov （1817-1889）發表了一本書，該書列出了3000個左右他認爲需要由挪威語翻譯爲丹麥語的詞彙。該書的發表表明很多當時挪威使用的丹麥語再亦不是純淨的丹麥語。

### 改革方案
19世紀中期，兩位傑出的挪威語言學家開始發表了方向不同的書寫改革方案，並且持續影響挪威語直至今天。一位是伊瓦爾·奧森，現代挪威語語言學的奠基人，他是最早研究古諾斯語演化至現代挪威語的人士之一。奧森遊歷了挪威各地，並根據各地方言創造出了一種新的挪威語正字法，其本人命名爲“國土挪威語”。奧森的改革方案基於兩點：一，語法學上，他根據當時各地方言依然使用的語法，提煉出一套他認爲最具代表性的語法；二，在辭書學上，他採用純潔主義的原則，將一些丹麥語或中古低地德語的元素剔除。1885年，奧森創作的國土挪威語受政府承認。
第二位是挪威教師克勞茲·克勞森，他將丹麥-挪威語的拼寫進行調整，使其更加適應挪威語口音，並將這套正字法稱爲“文化日常用語”（dannet dagligtale）。克勞森稱他的正字法是最佳的挪威書面語方案，因爲挪威語的受教育階層人數衆多，文化影響強，並且不屬於任何一個挪威地區，語言故此沒有地區偏袒性。他的正字法最後於1899年被比約恩斯徹納·比昂松稱爲國家挪威語。
受克勞森作品的影響，挪威議會於1862年通過了挪威歷史上第一套官方正字法改革。雖然對比後期的改革方案，克勞森方案更加保守，但卻是挪威語能夠區分於丹麥語的歷史分水嶺。
1892年，挪威教育部發表了《小學閱讀》（Læsebog for Folkeskolen），該書提供了一系列書寫挪威語的可選方案。同年，政府下放權利予各學校，使其有權決定使用何種方案教育學生。
1907年的語言改革從正字法延伸至語法層次。1913年，Olaf Bull 的犯罪小說 Mit navn er Knoph 從國家挪威語翻譯爲丹麥語，標誌着至此時，國家挪威語已經是一門獨立於丹麥語的語言。

### 矛盾爆發
1906年，挪威的本土挪威語支持者組成了挪威語言組織，一年後，國家挪威語的支持者亦隨之成立了國家挪威語社團。兩組織成立之時，挪威的大學生亦面臨着另外一個挑戰——根據規定，他們要同時熟練兩種書寫方案，才有資格被大學錄取，並且他們的畢業論文亦需要有另外一個書寫方案版本，很多學生因此亦掙扎於使用另外一套他們並不太熟悉的書寫方案。
1911年，挪威作家 Gabriel Scott 發表了戲劇作品《巴比塔》，並且在奧斯陸首演。戲劇背景設置爲挪威一个東部的小鎮被本土挪威語支持者所佔領，並且後者處決了其他堅守自己語言傳統（保守的國家挪威語）的小鎮居民。戲劇的高峯爲最後本土挪威語的支持者們因爭論國家的名字——Noregr，Thule，Ultima，Ny-Norig 還是 Nyrig——而開始互相殘殺。戲劇的最後一句臺詞出自一名農民，他看見此情景後，感嘆“幸虧我沒有參與其中！”。
在此戲劇展出期間，在觀衆中至少產生一起對峙事件。戲劇本身加劇了挪威的語言分裂，甚至影響了當今的挪威政壇。
令情況更加複雜的是，由於不滿於伊瓦爾·奧森方案向挪威西部口音傾斜，當時一些有識之士甚至開始推廣以東部口音爲基礎的本土挪威語。

### 1917年改革及其影響
1917年，挪威議會第一次爲兩種書寫方案分別設計官方標準。國家挪威語的改革方案更多是延續了1907年的改革，但是新增了一些接近挪威方言的可選拼寫。而本土挪威語的改革方案，則剔除了不少非西部方言的元素（亦即更加向西部方言傾斜）。
改革觸發了國家挪威語支持者內部的衝突——一方認爲，書寫語言應該向受教育階層已經在使用的標準語靠近，而另外一方即針鋒相對，認爲書寫方案應該儘量地反映平民所使用的語言。最終，支持更加保守方案的本土挪威語支持者，及支持更加激進的國土挪威語支持者，組成了另外一股社會勢力。這股勢力爲後期的共同挪威語方案奠定了基礎。
直至1921年，挪威的學校已經開始站隊——2000所學校主要使用本土挪威語；2550所學校採用激進形式的國家挪威語；另外1450所學校則使用保守形式的國家挪威語。1920年，挪威政府決定將各地區的語言選擇交由當地居民公投決定，這使得各方的競爭更加白熱化。例如在埃兹沃尔，當地一位銀行家由於支持共同挪威語，甚至受到反對者的威脅，最終不得不搬離。

### 地方新名
19世紀末期，挪威已經開展了地方命名運動，希望地方名能夠反映當地居民對自己地方的真正稱呼。1917年，188個市鎮被重新命名；1918年，挪威所有的郡都被起了新名字；1920年代，一些大城市的名字亦有變更，最重要的一個例子是挪威首都由舊名克里斯蒂安尼亞改爲今天的奧斯陸。但是不是所有人都喜歡自己地方的新名字，例如桑維卡的一些居民就不滿於市鎮由 Sandiken 被改爲更加“激進”的 Sandvika，但最嚴重的改名衝突要特隆赫姆——當時這座市鎮被名爲 Trondhjem，但是當地政府卻在未徵詢公衆意見的情況下，擅自將市鎮名稱改爲中世紀時期的 Nidaros。最終政府與反對者達成妥協意見，將城鎮名稱改爲沿用至今天的 Trondheim。

### 學校語言
1911年，克里斯蒂安松一所學校的董事會發佈文件，要求所有老師使用地區採用的書面語，作爲教學活動中的口頭語，亦即是國家挪威語。教師 Knut Grimstad 拒絕了該條命令，認爲無論是社會政府還是挪威國家政府，都無權強制規定教學活動中所使用的口頭語言，並且他援引1878年的一條政府協議——學校應儘可能地使用學生的母語來開展教學活動。
雖然 Grimstad 最終迫於壓力撤回抗議並且道歉，但是該事件在1912年影響了挪威議會，並且成爲了當時政府面臨的一項挑戰，而時任教育與教會部長， Edvard Appoloniussem Lijedahl 更是成爲衆矢之的。Lijedahl 本人是本土挪威語的支持者，並且他本人亦會直接用他的家鄉方言在議會直接發言。Lijedahl 對教師 Grimstad 的批評使各界抨擊他“自相矛盾”。最終爲了平息非議，教育部不得不確認了一項原則——教學活動應使用本地的方言，同時亦要求，“書面作業應該與教育口頭語一致”。但這一舉動，卻激起了國家挪威語支持者的怒火。
議會及教育部希望通過這項原則平息爭端，但在1923年，卑爾根政府規定該市所有學校的口頭教育語言需爲國家挪威語，引發了另外一場議會辯論。最終當地政府的決定被接受，關於教育語言的爭議亦告一段落。而對於挪威境內其他薩米語及克文語的使用者，則等了更長時間才獲得這項使用地方語言教學的權力。

### 工黨及1938年改革

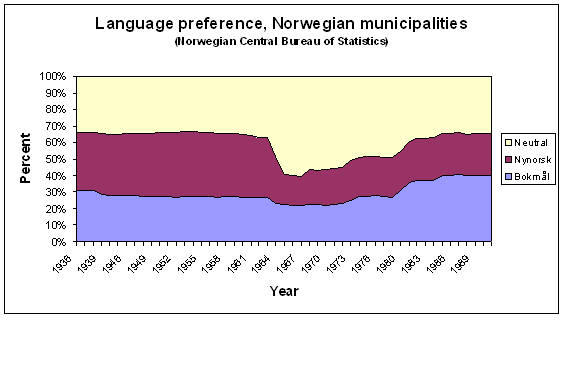
挪威1936年至1989年語言傾向的變遷

挪威工黨被視爲是1917年改革方案得以通過的關鍵。工黨政治家 Hadvdan Koht 多年來一直同時是本土挪威語運動的代表人士，他在1921年發表了他的見解，引發了政治地震。
Koht 認爲，城市的工薪階層和農村的農民階層有着一致的語言利益，他將其稱爲“人民的語言”。他還寫道“民衆在語言上的掙扎，實際上是勞工運動在文化領域的延伸。”工黨支持 Koht 的研究，並且支持將兩種挪威語書寫方案（或變種）融合爲一，國家的語言應是“普通人的語言”，史稱共同挪威語。
1929年，國家挪威語和本土挪威語分別被議會改名爲書面挪威語和新挪威語。挪威工黨推舉 Koht 爲意見領袖，及語言融合方案的主要發言人。
1938年，挪威工黨政府提出了語言改革方案：
- 書面挪威語
  - “文化日常口語”（dannet dagligtale）喪失其在書面挪威語中的唯一決定地位，其他因素被引入；
  - 小學和中學階段，引入更加激進的拼寫方式；
  - 一些書面挪威語中的保守元素被廢止：例如，必須使用雙元音；一些陰性名詞的詞尾由 -en 降爲 -a；
- 新挪威語
  - 傾向使用“寬元音”而非“窄元音”，例如不用“millom”而用“mellom”；
  - 後綴 -i 在多數情況下被 -a 所取代，同時移除了一些迥異於西部挪威語方言的拼法；

但是該套改革方案，卻同時引發了書面挪威語和新挪威語兩派支持者的反對，兩者都認爲，這項改革傷害了他們的語言。

### 第一次世界大戰
1940年至1945年挪威被納粹德國所佔領，語言問題退出了挪威政壇。當時的挪威政府廢除了1938年的語言改革，並且提出了一些自己的方案。但是這些政策和其他戰時政策一樣，在戰後都被推翻了。

### 自由化
戰爭極大地挫敗新挪威語運動。新挪威語從工黨中得到的支持亦因戰爭而失去，挪威語言組織的檔案甚至在1944年被摧毀。1946年的一項民意調查顯示79%的挪威國民支持共同挪威語方案，兩派的語言純潔主義者亦因此被認爲失去民意基礎。
另一方面，挪威詩人 Arnulf Øverland 是國家挪威語的支持者，但是他同時亦尊重新挪威語，他反對的，是政府於1938年提出的“激進”書面挪威語改革方案。奧斯陸政府亦部分考量了他的意見。1951年，來自奧斯陸西部富裕地區的家長展開針對共同挪威語的抗議運動。同年，以Arnulf Øverland 爲代表的國家挪威語支持者發佈了所謂的“藍皮書”，列舉了一些比1938改革方案更加“保守”的拼寫。該書第一次真正確定了國家挪威語和官方書面挪威語的不同，前者甚至爲首都地區的常見報紙《晚郵報》及《早報》所採用。
1951年，挪威議會成立挪威語言會員會。但國家挪威語的支持者，卻不認可委員會的方針，亦即挪威語的基礎應是“人民的語言”。委員會的30名代表中，各半爲兩種書寫方案的支持者，但是這些代表中的大部分都支持共同挪威語。
1952年，政府通過一項細微的改革，該改革並無引起太大爭議：挪威語中20以上的數字，必須首先說十位數，然後再是個位數（類似英語 twenty-one 的表達）。而此前的表達則是丹麥語、德語派的先個位數，後十位數。

### 衝突高潮及1959改革
戰後，詩人 Arnulf Øverland 領導的國家挪威語運動發展迅速，Øverland 亦並不視新挪威語爲敵，甚至邀請該派支持者來一起反抗他們的共同敵人——共同挪威語。但是諷刺的是，其實國家挪威語的支持者是反對所有“激進”的書寫方案，當中當然包括新挪威語。
挪威廣播公司的語言使用情況因此亦處於政府的監管下。挪威廣播公司傳統上與支持新挪威語的挪威工黨關係密切，但被政府要求必須在所有廣播中使用兩者語言，即80%為書面挪威語及20%為新挪威語。但是國家挪威語支持者卻憤怒地發現，一些收視率最高的節目（例如夜間7點新聞）是使用新挪威語，並且使用的書面挪威語亦受1938改革影響極深。
隨後則發生了天氣預報節目的爭議事件。當時的天氣預報員，Sigurd Smebye 就一直堅持在他的節目中使用十分保守的國家挪威語術語，這最終成爲了政治事件。挪威政府當時就對公衆發言，再次重申每個人都有權在廣播中使用自己的方言，然而，Smebye 爲例外。Smebye 因此起訴挪威廣播公司，案件一直鬧至最高法院。法院裁決挪威廣播公司敗訴。同期，亦有記錄指一名兒童節目主持人報怨稱，她的講稿被從國家挪威語改爲1938版本的書面挪威語。
1959年，挪威語言委員會發佈了教科書的新書寫標準。統一的標準是爲了避免會出現各種“激進”、“保守”、“溫和”派別分別出版自己的教科書來競爭。該標準被認爲是共同挪威語政策的延續：書面挪威語中更多的“激進”拼寫會推爲首選拼寫，而新挪威語中則引入更多的可選拼寫。
但是1959年改革成爲了共同挪威語運動的最後一次發力。之後挪威工黨決定將挪威的語言非政治化，並且交由語言專家處理。

### 語言和平
1964年1月，挪威時任教育部長 Helge Sivertsen 與教授 Hans Vogt 主持了“語言和平委員會”（språkfredskomitéen），目的是解決挪威語的語言衝突，並且創造互相尊重的社會環境。
委員員在1966年發表了研究，指出：
- 新挪威語在國家教育系統中衰退，只有20%左右的小學生使用；
- 書面語言對口頭語言的影響加深，各方言的差異逐漸被侵蝕；
- 雖然爭議極大，但無可否定，在過去的50年間，新挪威語和書面挪威語確實更加向彼此靠攏；
- 挪威文學所常使用的國家挪威語，不應被忽視或放棄；

在此研究的影響下，之後數年內的各類語言問題的討論和聽證，亦更加開明平和。最終的結果是挪威語委員會在2005年被改組爲挪威語言委員會，負責的工作更加是“描述”挪威語而非“發展”挪威語。但是， 語言和平委員並沒放棄融合方案。

### 1960及1970年代的新挪威語時代
1960年代開始，挪威興起新左派運動，支持者更加追求與傳統構建劃清界線，當中亦包括語言問題。大學生被鼓勵“講方言，寫新語（新挪威語）”，同時，城市地區的左翼社會主義者接受了更多書面挪威語中的激進拼寫。
1972年挪威政府就加入歐盟問題展開全民公投，結果是反對派佔優。公投及其結果賦予了鄉村文化和方言新的含義。新挪威語運動因此亦乘勝追擊，將方言推入了挪威政壇。
1973年，挪威語言委員會要求老師停止修改學生在書面作業使用的保守國家挪威語。

### 共同挪威語的終結
挪威語言委員會1973年提出的建議於1981年爲挪威議會所通過，該方案被稱“自由協議”（liberaliseringsvedtaket）。方案規定，現代書面挪威語全面接受保守的國家挪威語，所有激進的拼寫被悉數廢除。
2002年12月13日，時任教育與教會部長宣佈，國家正式廢止共同挪威語政策。新政帶來最明顯的轉變，是政府不再禁止所有“依然被活躍地使用，並且在挪威語言中根基深厚”的書寫方案。
2005年的改革，更進一部影響了書面挪威語的正字法。改革將原先所謂的“可選拼寫”廢除。這些拼寫依然可流通於大衆，但是卻不被出版物或政府公文中使用。2005改革賦予了所有政府承認的語言形式以平等地位，亦進一步承認了國家挪威語的全面應用。

## 挪威語未來
共同挪威語是挪威兩代人的夢想，並且亦時不時成爲了挪威政壇爭執點。挪威語政府在經過歷屆的改革下，亦允許書面挪威語和新挪威語自己決定自己的發展道路。
隨着國際化進程加深，尤其是在歐洲內，挪威語無論是書面還是口頭都面臨很多新的變化，其他很多擔心挪威語中日益增多的英語借詞。
2004年，挪威語言委員會頒佈了25個英文借詞的挪威語拼寫，例如 bacon 被拼寫爲 beiken。但是部分這些新拼寫亦被投票否決，當中就包括 beiken 該詞。
1814年丹麥-挪威聯合王國解體以來，挪威語開始同化瑞典語藉詞。雖然在1905年挪威脫離瑞典之後，該語言運動亦喪失此前的動因，但是在現代挪威語中，該進程還是在繼續。
另外一個擔憂是一些錯誤語法及用法在廣播和平面媒體上變得越來越普遍，甚至影響了學生及一般大衆，因此亦有呼聲要求加強對書寫語言的監控。

## 城鄉差異
| 最大的中立城市 | 人口 (2009年) | 最大的書面挪威語城市 | 人口 (2009年) | 最大的新挪威語城市 | 人口 (2009年) |
| -------------- | ------------- | -------------------- | ------------- | ------------------ | ------------- |
| 奧斯陸         | 876,391       | 斯塔万格             | 189,828       | 奥勒松             | 46,471        |
| 卑爾根         | 227,752       | 东福尔               | 101,698       | 莱尔维克           | 11,424        |
| 特隆赫姆       | 160,072       | 克里斯蒂安桑         | 67,547        | 布莱尼             | 9,627         |
| 德拉门         | 96,562        | 滕斯贝格             | 47,465        | 菲耶爾             | 9,409         |
| 希恩           | 86,923        | 海于格松             | 42,850        | Førde              | 9,248         |
| 特罗姆瑟       | 55,057        | 桑讷菲尤尔           | 40,817        | Osøyro             | 8,772         |
| 莫斯           | 41,725        | 阿伦达尔             | 32,439        | 弗盧勒             | 8,448         |
| 博德           | 36,482        | 拉尔维克             | 23,899        | Kleppe             | 7,348         |
| 哈马尔         | 30,015        | 哈尔登               | 22,986        | 厄什塔             | 6,495         |
|                |               | 利勒哈默尔           | 20,097        | Kvernaland         | 6,098         |
|                |               |                      |               | Vossevangen        | 5,860         |